# Nneka Ogwumike
Nnemkadi „Nneka” Ogwumike (ur. 2 lipca 1990 w Tomball) – amerykańska koszykarka, występująca na pozycji skrzydłowej, aktualnie zawodniczka Los Angeles Sparks w WNBA.
Jej młodsza o dwa lata siostra – Chiney Ogwumike jest również zawodową koszykarką.
9 stycznia 2019 dołączyła do chińskiego Guangdong Vermilion Birds.

## Osiągnięcia
Stan na 29 stycznia 2022, na podstawie, o ile nie zaznaczono inaczej.

### NCAA
- Wicemistrzyni NCAA (2010)
- Uczestniczka rozgrywek NCAA Final Four (2009, 2010, 2011, 2012)
- Mistrzyni:
  - turnieju konferencji Pac-10/12 (2009, 2010, 2011, 2012)
  - sezonu regularnego Pac-10/12 (2009, 2010, 2011, 2012)
- Zawodniczka Roku:
  - Konferencji Pac-10/12 (2010, 2012)
- MOP (Most Ouststanding Player):
  - turnieju konferencji Pac-10/12 (2010–2012)
- MVP turnieju:
  - Fresno Regional (2012)
  - Spokane Regional (2011)
  - Sacramento Regional (2010)
- Laureatka nagrody Senior CLASS Award NCAA (2012)
- Zaliczona do:
  - I składu:
    - All-American (2012 przez AP, 2010–2012 przez USBWA, 2011 przez WBCA)
    - konferencji Pac-10/12 (2010–2012)
    - turnieju Final Four (2010)
    - turnieju konferencji Pac-10/12 (2009–2012)
    - pierwszoroczniaczek konferencji Pac-10 (2009)

  - II składu All-America (2011 przez AP)
  - składu Honorable Mention konferencji Pac-10/12 (2011, 2012)

### WNBA
- MVP WNBA (2016)
- Debiutantka Roku WNBA (2012)[4]
- Laureatka Kim Perrot Sportsmanship Award (2019, 2020, 2021)[5]
- Uczestniczka meczu gwiazd WNBA (2013–2015, 2017, 2018, 2019[6])
- Zaliczona do:
  - I składu:
    - WNBA (2016)
    - defensywnego WNBA (2015–2017, 2019[7])
    - debiutantek WNBA (2012)

  - II składu:
    - WNBA (2014, 2017, 2019[8])
    - defensywnego WNBA (2018)

  - składu WNBA 25th Anniversary Team (2021)[9]
- Liderka WNBA w skuteczności rzutów z gry (2016)

### Drużynowe
- Mistrzyni:
  - Euroligi (2017)
  - Polski (2013)[10]
  - Chin (WBCA – 2019)[11]
- Wicemistrzyni:
  - Eurocup (2014)
  - Rosji (2017, 2018)
- Brąz:
  - Euroligi (2015, 2018)
  - mistrzostw Rosji (2015, 2016)
- Zdobywczyni Pucharu Polski (2013)[12]
- Uczestniczka TOP 8 Euroligi (2013)

### Indywidualne
- MVP:
  - Pucharu Polski (2013)[12]
  - tygodnia Euroligi (13 – 2012/13)
- Skrzydłowa Roku WCBA (2014)
- Uczestniczka WNBA All-Star Game (2013, 2014, 2015)
- Zaliczona do:
  - I składu WCBA (liga chińska – 2014)
  - II składu Euroligi (2013)
  - składu WCBA All-Imports (2014)
- Liderka strzelczyń:
  - Euroligi (2015)
  - PLKK (2013)
  - ligi rosyjskiej (2015, 2016)

### Reprezentacja
- Mistrzyni:
  - świata (2014, 2018)
  - Uniwersjady (2011)
  - Ameryki U–18 (2008)
  - świata U–19 (2009)
- Zaliczona do I składu mistrzostw świata U–19 (2009)